# Heriberto Valdez Romero
Heriberto Valdez Romero är en ort i Mexiko.   Den ligger i kommunen Ahome och delstaten Sinaloa, i den västra delen av landet, 1 300 km nordväst om huvudstaden Mexico City. Heriberto Valdez Romero ligger 19 meter över havet och antalet invånare är 2 065.
Terrängen runt Heriberto Valdez Romero är platt söderut, men norrut är den kuperad. Runt Heriberto Valdez Romero är det ganska tätbefolkat, med 83 invånare per kvadratkilometer. Närmaste större samhälle är Ahome, 4,3 km sydväst om Heriberto Valdez Romero. Trakten runt Heriberto Valdez Romero består till största delen av jordbruksmark.